# Říše Čching
Říše Velká Čching (čínsky pchin-jinem Dà Qīng guó, znaky zjednodušené 大清国, tradiční 大清國), po dobytí Číny též Říše středu (čínsky v českém přepisu Čung-kuo, pchin-jinem Zhōngguó, znaky zjednodušené 中国, tradiční 中國), byl oficiální název multikulturního, původem mandžuského, státu čchingské dynastie Aisin Gioro, který počínaje rokem 1644 během několika desetiletí ovládl čínskou říši Ming a panoval Číňanům a dalším národům do začátku 20. století. Vznikl roku 1636 reorganizací říše Pozdní Ťin rozkládající se v jižním Mandžusku, zanikl roku 1912, kdy byla v čínské sinchajské revoluci svržena vláda mandžuské dynastie a ustavena Čínská republika.

## Historie
Počátky čchingskému státu dal koncem 16. století džürčenský náčelník Nurhači, který zorganizoval kmeny Džürčenů jižního Mandžuska do armády Osmi korouhví a roku 1616 svůj stát pojmenoval Pozdní Ťin. Jeho nástupce Chuang Tchaj-ťi přejmenoval svůj národ na Mandžuy, stát na Veliká Čching a postupně vytěsnil čínskou říši Ming z poloostrova Liao-tung. Roku 1644 armáda protimingského čínského povstalce Li C’-čchenga dobyla mingskou metropoli Peking. Wu San-kuej, velitel mingské armády bránící Velkou čínskou zeď proti Čchingům, se podrobil Čchingům a společně s nimi porazil povstalce. Severní Čínu Mandžuové obsadili rychle, dobývání jižní Číny se protáhlo do roku 1683, kdy již panoval císař Kchang-si (vládl 1661–1722). Za císaře Čchien-lunga (vládl 1736–1796) v deseti velkých taženích čchinský stát rozšířil svá území v centrální Asii.
Třebaže se první čchingští vládci drželi mandžuského způsobu života a s čínským titulem císaře nosili i mongolský titul chána a podporovali tibetský buddhismus, při spravování své říše používali tradiční čínské konfuciánské přístupy a čínský byrokratický aparát. Zachovali systém úřednických zkoušek, pomocí nichž nabírali čínské úředníky do státní správy a převzali čínské pojetí mezinárodních vztahů předpokládající vazalské vztahy s okolními státy.
Čchien-lungova vláda byla obdobím nejvyšší moci říše, po kterém nastal postupný pokles. Obyvatelstvo vzrostlo do cca 400 milionů, ale daně a státní příjmy zůstaly celkem nízké, což založilo budoucí finanční problémy státu. Všeobecně se rozšířila korupce, šířila se lidová povstání, ale vládnoucí elita zůstávala u starých způsobů žití a vládnutí, přes změny probíhající ve světě. Po porážce Čchingů v první z opiových válek vnutily evropské státy říši nerovné smlouvy, v nichž zakotvily pro sebe výhodný svobodný obchod, extrateritorialitu svých občanů a otevření některých přístavů, které se dostaly pod jejich kontrolu. Současně v nepokojích, zejména povstání tchaj-pchingů (1850–1864) a povstání čínských muslimů (1855–1873) zahynuly miliony lidí, takže v letech 1850–1873 se počet obyvatel říše Čching snížil z 410 na 350 milionů. V reakci na tyto katastrofy se v období čchingské restaurace pokusily čínské elity pomocí modernizačních reforem posílit konfuciánský řád a čchingskou vládu. Snažení reformního hnutí však vyústilo v porážku čchingské říše v první čínsko-japonské válce, ve které Čchingové ztratili Tchaj-wan a vliv v Koreji. Neuspělo ani sto dní reforem roku 1898 zrušených císařovnou Cch’-si, od 60. let faktickou vládkyní země. Spory o práva evropských států se vylily v proticizineckém povstání boxerů, k jehož potlačení do Číny vtrhly evropské armády, které porazily i vládní vojsko a obsadily Peking.
Čchingská vláda reagovala novým kolem reforem, nicméně po smrti Cch’-si se v odporu proti konzervativní vládě spojili reformátoři i místní elity a roku 1911 začaly nepokoje, které přerostly v sinchajskou revoluci, jejímž výsledkem byla roku 1912 rezignace posledního čchingského císaře Pchu Iho a vyhlášení Čínské republiky.